# 温莎县 (佛蒙特州)
溫莎縣（英語：Windsor County）是美国佛蒙特州東部的一個縣，面積2,527平方公里。根據2020年美國人口普查，共有人口57,753人。縣治伍德斯托克。該縣成立於1781年，縣名來自康乃狄克州的同名鎮。